# Brookesia brunoi
Brookesia brunoi Crottini, Miralles, Glaw, Harris, Lima & Vences, 2012 è un piccolo sauro della famiglia Chamaeleonidae, endemico del Madagascar.

## Descrizione
È un camaleonte di taglia medio-piccola (lunghezza sino a 67,8 mm), dalla livrea brunastra, caratterizzato dall'assenza di una cresta dorsale e dalla presenza di una serie di 9 paia di tubercoli latero-vertebrali, il più posteriore dei quali è modificato in una piastra pelvica a forma di losanga.

## Biologia
Al pari delle altre specie di Brookesia ha abitudini diurne. Vive nella lettiera della foresta e durante la notte cerca riparo in rifugi lievemente sopraelevati (piccole piante, rami secchi caduti al suolo).

## Distribuzione e habitat
La specie è un endemismo puntiforme della riserva di Anja, una riserva privata situata 13 km a sud di Ambalavao, nella parte meridionale della regione degli altopiani centrali del Madagascar.

## Conservazione
La IUCN Red List classifica B. brunoi come specie prossima alla minaccia di estinzione (Near Threatened).
La specie è inserita nell'Appendice II della Convention on International Trade of Endangered Species (CITES).